# Jorge Edgardo Lezama
Jorge Edgardo Lezama (Buenos Aires 1921-2011) fue un artista visual argentino. Participó de los movimientos abstractos argentinos de los años 50 en adelante.

## Trayectoria
Estudió en las tres escuelas de Bellas Artes de Buenos Aires especializándose en pintura y mural. Pasó por los talleres de Emilio Centurión, Adolfo de Ferrari, Alfredo Bigatti, Alfredo Guido, Lino Enea Spilimbergo, Pablo Curatella Manes. Realizó cursos de diseño industrial y gráfico a los que se dedicó buena parte de su trayectoria. Continuó su formación en Europa. Comenzó su carrera artística en 1938. Luego de muchas naturalezas muertas, desnudos y paisajes pasando por experiencias neo-cubistas, adhirió al incipiente movimiento abstracto.
Sus primeras obras no figurativas datan del año 1946.
En los años 50 se volcó a la abstracción geométrica, participando de la “Asociación Arte Nuevo” fundada por iniciativa de Aldo Pellegrini, junto a Carmelo Arden Quin, Juan Mele, Luis Tomasello, Carlos Silva, a la que luego se sumarán: Keneth Kemble, Jorge López Anaya, Jorge Luna Ercilla, Rogelio Polesello, César Paternosto y otros; Haciendo muestras en distintas galerías hasta los años 60.
En 1953 realizó su primera muestra individual en la galería "Galatea".
En 1954 participó en una muestra colectiva en la galería "Müller" junto a Alfredo Hlito, Raúl Lozza, Tomás Maldonado, Juan Mele, Lidy Prati, Clorindo Testa, Luis Tomasello y otros. En ese mismo año participó en la muestra llamada "20 pintores y escultores" con los que también hará varias muestras hasta 1963.
"Sus pinturas del año 59 ligadas al Op-art se fundan en la acentuación de ciertos efectos perceptivos inestables, con grandes ritmos lineales o con estructuras periódicas con interrupciones y superposiciones de formas simples."
En los 60 se unió a los abstractos de la nueva generación participando de varias muestras junto a Víctor Magariños, María Martorell, Ari Brizzi, Rogelio Polesello con el grupo de "Arte Generativo".
Realizó muestras por Europa y en el país. Participó del "Premio Braque" en el 63 y en el 67, en el Instituto Di Tella con la muestra “Más allá de la geometría” en el 67, entre otras.
En Italia, el historiador y crítico Giulio Carlo Argan lo definió como: “Específicamente analítico y pedagógico. Se trata de estudios rigurosos sobre la estructura de la percepción y las relaciones de cantidad y cualidad del color. Por otra parte aplica en su pintura algunos medios de la producción industrial, especialmente los colorantes."
Integró el grupo G13 (grupo de los 13) junto a Ari Brizzi, Manuel Espinosa, María Juana Heras Velasco, Eduardo Mac Entyre, María Martorell, Carlos Silva, Miguel Ángel Vidal y otros.
Participó de “Espacio y vibración” en el 69 junto a Ari Brizzi, Eduardo Mac Entyre, Víctor Magariños, María Martorell, Rogelio Polesello, Carlos Silva y Miguel Ángel Vidal.
En los 70 participó del CAYC (centro de arte y comunicación) y de la AIAP (asociación internacional de artistas plásticos) siendo el presidente de la comisión argentina adherida a la UNESCO, donde organizó muestras y encuentros de artistas argentinos por diversos países.
Realizó construcciones de estructuras primarias con paneles de acrílico transparente con las cuales obtiene un premio en el Salón "Acrílico Paolini" en el Museo de Arte Moderno de Buenos Aires 1972.
En los 80 su pintura se tornó cada vez más libre de sus orígenes constructivistas. Abandonó todo cerebralismo y se inclinó hacia un subjetivismo.
Pasó por una etapa metafórica con una serie de desapariciones y agresiones entre el 76 y el 83 (período de dicatadura militar).
En los 90, Lezama escribió: “Hoy soy más modesto, no investigo, ni siquiera experimento, solo pinto líneas y colores que me produzcan placer y me diviertan”, Reivindicando lo poético el acto de pintar y el lirismo abstracto.
Del 2000 al 2011 realizó un revisionismo de su propia obra pasando de la abstracción a la figuración constantemente en busca de nuevas imágenes. Paisajes, cuerpos, líneas, colores…
En 2012 una obra suya del 1959 participó de la muestra "Real/virtual" Arte cinético argentino en los años sesenta, como precursor. "Real/Virtual, muestra la importancia del arte cinético argentino contando tres instancias decisivas de su historia. La primera, también parte de la historia del museo, es el impacto que sobre el ambiente artístico local tuvo la exposición de Victor Vasarely de 1958 en el MNBA. Fue durante la prolífica y moderna gestión de Jorge Romero Brest cuando los artistas de Buenos Aires conocieron esa geometría diferente que practicaba el artista húngaro-francés y decidieron experimentar con su metodología serial. Artistas como Julio Le Parc, García Rossi, Rogelio Polesello, Luis Tomasello, Jorge Edgardo Lezama, Hugo de Marziani, Jorge Luna Ercilla y Juan Carlos Romero (artista plástico), con sus dibujos de vibrantes oposiciones de blancos y negros, forman un núcleo de obras que da cuenta de la extensa influencia de Vasarely.
Obtuvo Premios, Menciones y actuó como jurado en distintos salones y concursos.
Su obra se encuentra en diversos países de Latinoamérica y Europa.
Expuso en Montevideo, San Pablo, Panamá, Lima, La Paz, Madrid, Barcelona, Ibiza, París, Milán, Roma, Stuttgart.
Escribieron sobre su obra: Cayetano Córdova Iturburu, Aldo Pellegrini, Giulio Carlo Argan, Jorge Romero Brest, Jorge López Anaya, Guillermo Withelow, Fermín Febré, Rosa Faccaro, María Laura San Martín, Carlos Areán, Horacio Safons y otros.
Como Docente ejerció en las más Importantes escuelas y universidades de arte del país:
Cofundador de la Escuela de Artes Visuales Martín Malharro de Mar del Plata.
Universidad de Buenos Aires.
Universidad Nacional de Mar del Plata.
Universidad Católica de Mar del Plata.
Universidad de Oberá, Misiones.
Universidad de Luján.
Escuela Superior de Bellas Artes Ernesto de la Cárcova.
Fue Rector de la Escuela Nacional de Bellas Artes Prilidiano Pueyrredón,
Inspector de Enseñanza Artística de la Provincia De Buenos Aires,
Director de Enseñanza Artística de la Provincia de Buenos Aires,
Asesor de DINADEA.
Dictó cursos y conferencias en el Ministerio de Educación (Nacional y Provincial).